# Anthidiellum bulawayense
Anthidiellum bulawayense is een vliesvleugelig insect uit de familie Megachilidae. De wetenschappelijke naam van de soort is voor het eerst geldig gepubliceerd in 1937 door Mavromoustakis.
De diersoort komt voor in Zimbabwe.